# ياب برغر
ياب برغر (بالهولندية: Jaap Burger)‏ هو محامي وقاضي وسياسي هولندي، ولد في 20 أغسطس 1904 في هولندا، وتوفي في 19 أغسطس 1986 في فاسينار في هولندا. حزبياً، نشط في حزب العمل.

## مناصب
- انتخب وزير الداخلية وشؤون المملكة ‏.
- انتخب عضو مجلس الشيوخ في هولندا.
- انتخب عضو مجلس نواب هولندا  [لغات أخرى]‏.
- انتخب عضو في البرلمان الأوروبي.